# Heinrich Splieth

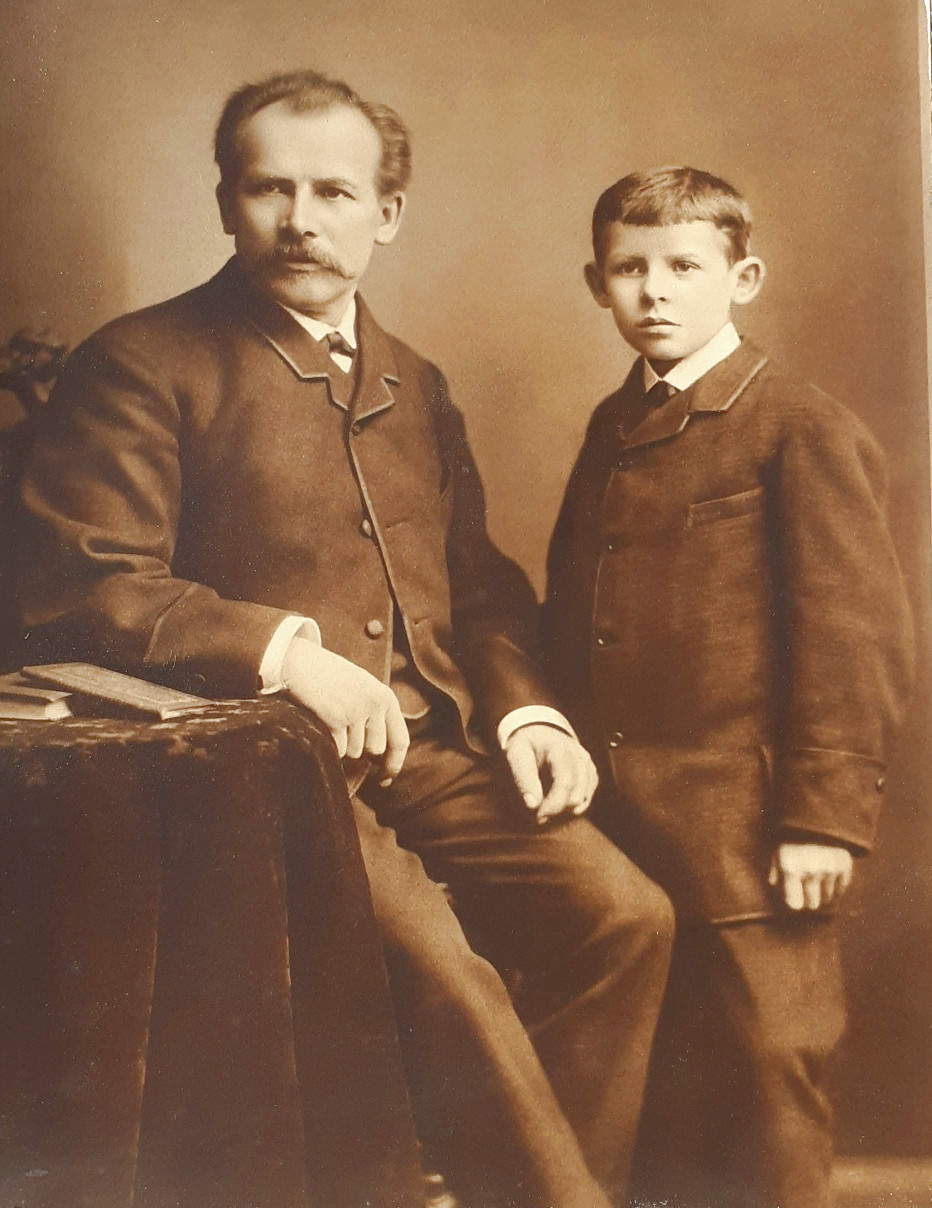
Mały Heinrich wraz z ojcem, również rzeźbiarzem (1888)

Heinrich Splieth (ur. 18 lutego 1877 w Elblągu, zm. 21 marca 1929 w Iserlohn) – niemiecki rzeźbiarz i medalier.

## Życiorys i twórczość
Heinrich Splieth urodził się jako syn rzeźbiarza i rzemieślnika Heinricha Josefa Splietha. Najpierw uczył się rzemiosła w warsztacie ojca. Po nagłej śmierci ojca porzucił szkołę średnią i rodzinne miasto Elbląg i rozpoczął praktykę w pracowni sztuki chrześcijańskiej w Münster. Po dwóch latach nauki zawodu wyjechał do Berlina i pracował w latach 1897–1903 w Kunstgewerbemuseum u boku Ludwiga Manzela i Wilhelma Haverkampa. Tam stworzył pierwsze nagradzane dzieła. Został członkiem Akademii Sztuk w Berlinie (Akademie der Künste) i od 1903 do 1908 roku prowadził tam pracownię ponownie pod kierunkiem Manzela oraz Artura Kampa. W 1905 roku odbył pierwszą wielką podróż do Rzymu.
Po powrocie do 1908 tworzył model rzeźby „Zdjęcie z krzyża”, który został później zrealizowany z piaskowca do kościoła św. Mikołaja w Elblągu. Dzieło to zdobyło nagrodę Raussendorf-Preis. Jednocześnie kapituła we Fromborku przyznała mu stypendium Preuckianum. Dzięki tak pozyskanym środkom mógł studiować i mieszkać przez dwa lata w Rzymie. Po powrocie stworzył własną pracownię artystyczną w Berlinie. Cesarz Wilhelm II, który kazał zbudować cesarską fabrykę ceramiki w Kadynach, dowiedziawszy się o artyście, zatrudnił go do pracy. Pierwsze figurki z majoliki, które zostały przedstawione cesarzowi, tworzył Heinrich Splieth.
Podczas I wojny światowej Heinrich Splieth został najpierw zwolniony (reklamowany) od służby wojskowej. W 1916 został jednak powołany do służby i doznał postrzału w płuca. Przebywał w szpitalu w Malborku. Rana wydawała się być uleczona, później jednak wdało się zapalenie opłucnej połączone z gruźlicą, co w konsekwencji doprowadziło do jego przedwczesnej śmierci Heinricha Splietha w wieku 52 lat.
Heinrich Splieth tworzył różnego typu dzieła: pomniki, rzeźby nagrobne, statuy, majolika. W centrum jego twórczości były motywy chrześcijańskie, Matka Boska, Chrystus i jego cierpienie. Jego ostatnim dziełem był jego własny kamień nagrobny zatytułowany De profundis. Pod nim spoczął po swojej śmierci na miejskim cmentarzu w Iserlohn.

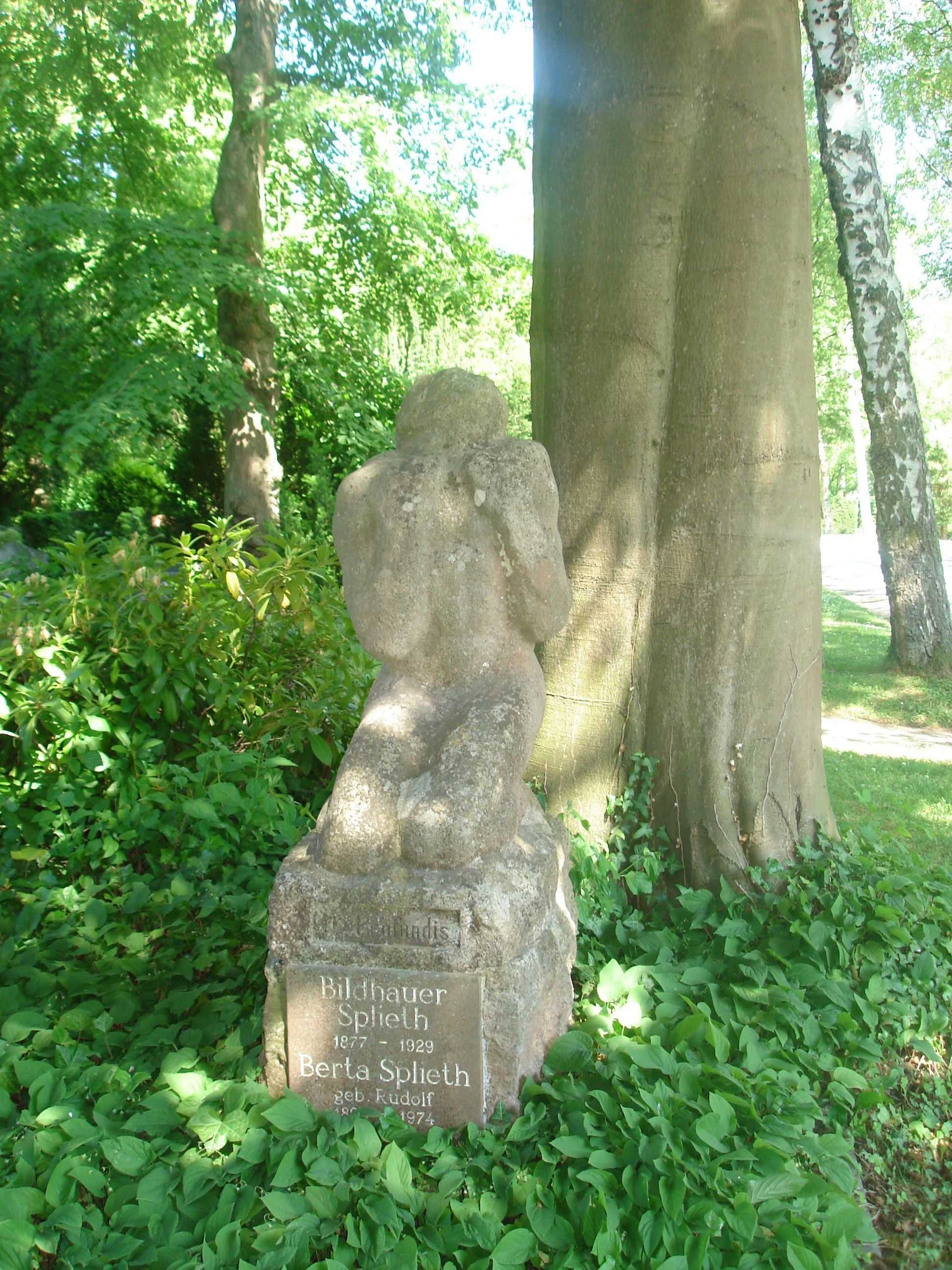
Grób Heinricha Splietha i jego żony Berthy – ostatnie dzieło rzeźbiarza „De profundis” na cmentarzu w Iserlohn

## Muzeum Splietha
Krótko po jego śmierci, w 1929 w jego rodzinnym mieście Elblągu, utworzono muzeum poświęconego jego twórczości. Inicjatorką utworzenia muzeum była jego żona, Berta Splieth, która przekazała posiadane eksponaty stworzone przez męża. Muzeum wraz z całym wyposażeniem zostało całkowicie zniszczone podczas II wojny światowej, dlatego wiele prac artysty jest znanych jedynie z zachowanych fotografii. Niektóre pomniejsze dzieła znajdują się w prywatnych rękach. Wśród nielicznych zachowanych prac jest fontanna Ellingera w Wriezen (1923), mauzoleum rodziny Moschel w Angermünde (1913) oraz kopia obrazu Pokłon Pasterzy. Kilka mniejszych dzieł można znaleźć w Muzeum Prus Wschodnich w Lüneburgu.